# 巴黎圣拉扎尔站
巴黎圣拉扎尔站是法国国铁在巴黎的七大列车始发站之一，位于巴黎西北部的第八区，包含了多种铁路运输服务和城市轨道交通服务，如巴黎地鐵，区域快铁RER，远郊铁路（Transilien），省际列车（TER）等。就旅客人数而言（每年约有1亿人次），目前圣拉扎尔车站是巴黎次繁忙的铁路车站，其流量仅次于巴黎北站，同时也是欧洲第三繁忙的铁路车站。

## 历史

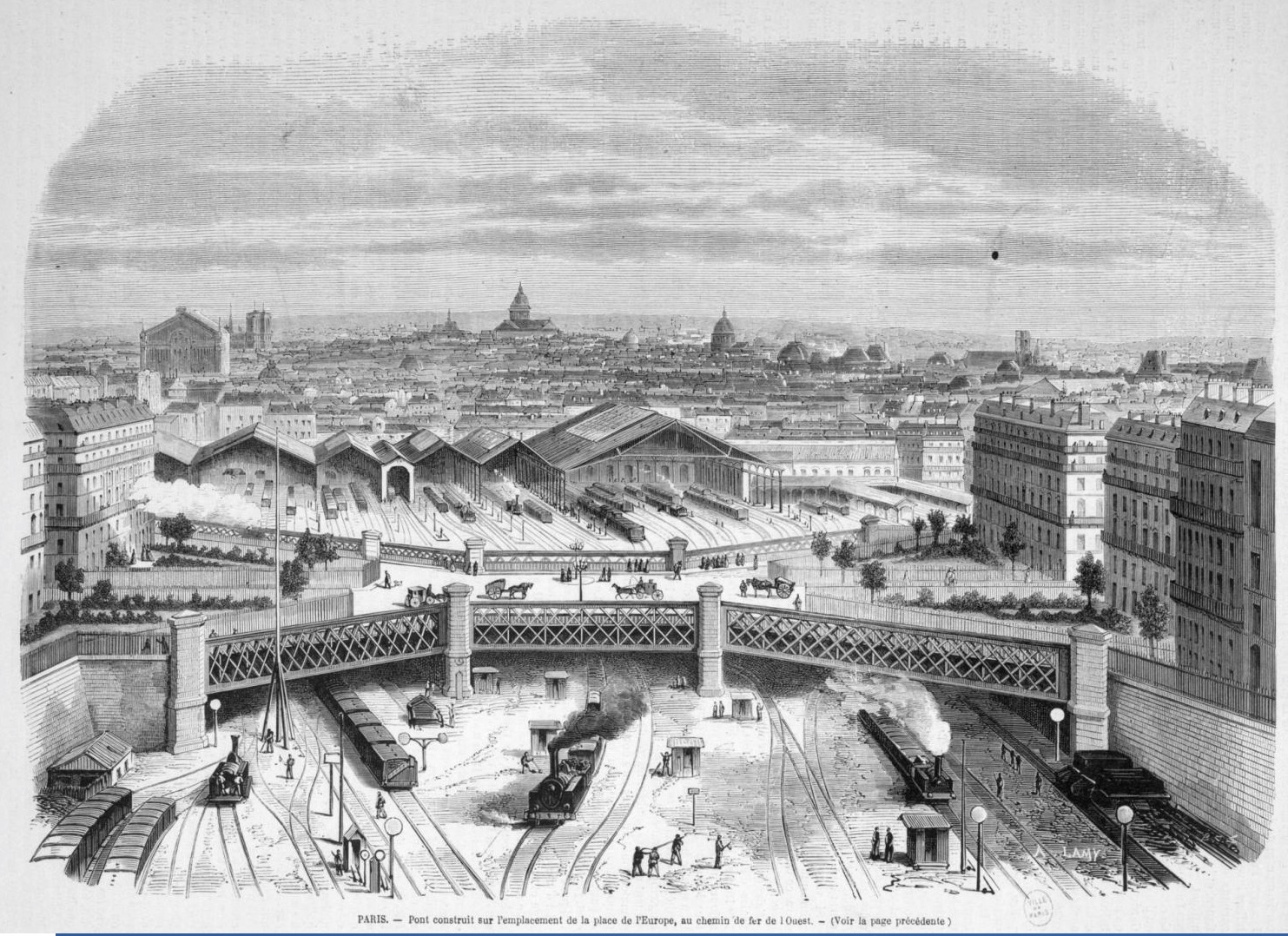
1868年的圣拉扎尔车站

圣拉扎尔站建成于路易-菲利普一世时期，于1837年随着法国第一条铁路——巴黎-圣日耳曼线的通车而投入使用。当时的车站是一座木质站屋，并且只是叫做“西部月台”（embarcadère de l'Ouest），而该站的始发列车也多通往巴黎的西郊和西北郊。
1841年，原有的木质站屋被砖石替代，站屋呈马鞍形笼罩在各条轨道的上方。建造圣日耳曼线的佩雷尔兄弟（frères Pereire）当时想把铁路延长至南边市中心的马德莱娜教堂，但遭到市政府反对而未能如愿。次年，第三代站屋又开始修建，并建于现址，这时才有了“圣拉扎尔”的名字，因为与道路同名，工程由建筑师阿尔弗雷德·阿尔芒（Alfred Armand）和工程师欧仁·弗拉沙（Eugène Flachat）负责，第三代站屋于1853年竣工。
1867年，该站的年客流量已达2500万人次，成为当时巴黎最繁忙的铁路车站。而就在当年，为迎接世博会，该站又进行了扩建，并于6月2日启用第四代站屋，拿破仑三世、奥皇约瑟夫一世和俄皇亚历山大二世出席了启用典礼。随后的1885年至1889年，该站又经历了一次扩建，成为今天的模样，为的是迎接当年的又一次世博会。1907年，当时有计划在车站地底修建月台供郊区列车使用，但最终没有下文。
1908年1月3日，由于此前该站发生一连串的事故，加上天寒地冻导致信号系统故障，乘客发生骚乱。他们拒绝接受列车晚点，其中有些人还打碎了门窗玻璃和工作台，之后被警察逮捕。这件事在国会通报之前就震动全国。

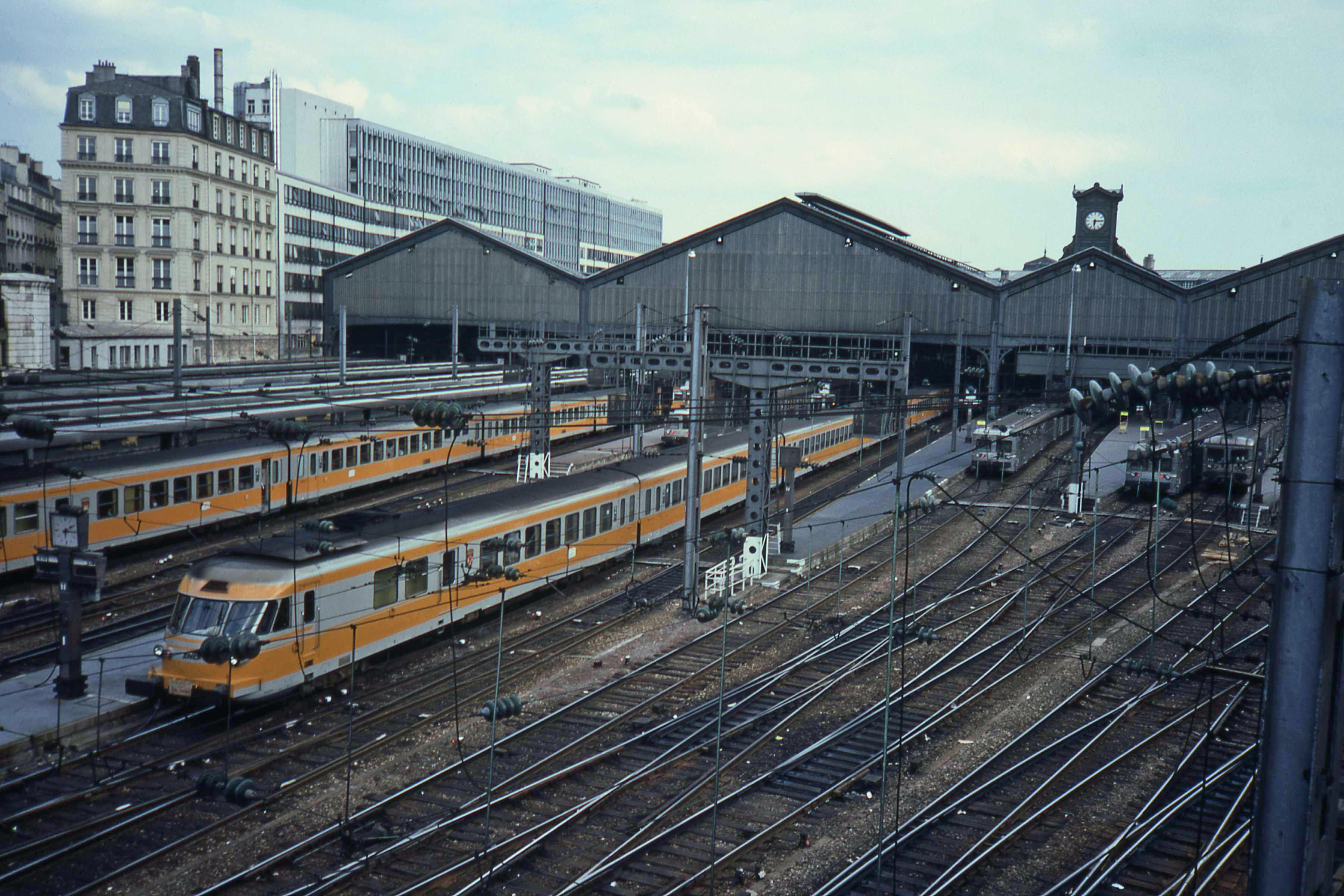
1984年的车站

圣拉扎尔车站的列车原先均为蒸汽机车。1924年至1936年，近郊铁路线率先进行了电气化改造，配备了直流750伏第三轨供电；而1966年至1978年，该路网所有的线路都改为交流25千伏50赫兹的架空电缆供电，迄今最后一次电气化改造于1996年完成（通往瑟堡）。但直至今日仍有路网未被电气化，在日索尔和迪耶普之间，不过那一段铁路老化破旧并已部分关闭，也不再有列车行走彼处。该站除了大量的电力机车和动车组外，还有数量极其有限的内燃机车。
1972年，原有的圣日耳曼线被改接入新落成的RER，圣拉扎尔站的客流量因此大幅下降，并失去了保持多年的客流量头名。1988年和1989年，RER的又一次扩充再度夺去了该站的部分客源。尽管如此，该站至今仍然有27条路轨，具有相当规模。
2008年11月，由于地下施工，该站遭遇一次鼠患，好在多家灭鼠公司及时参与解决问题。而次年1月13日，由于司机罢工，车站经历了一次关闭。

## 站台布置
圣拉扎尔站是一个地面尽头式车站，轨道呈南北走向，所有列车均在此始发和终到。站台中部设有地下通道，可连接各个站台，方便乘客换乘不同的列车。
| 西↑  |      |   |  |
|      | 侧式 |   |  |
| 1道  |      | → |  |
| 2道  |      | → |  |
|      | 岛式 |   |  |
| 3道  |      | → |  |
| 4道  |      | → |  |
|      | 岛式 |   |  |
| 5道  |      | → |  |
| 6道  |      | → |  |
|      | 岛式 |   |  |
| 7道  |      | → |  |
| 8道  |      | → |  |
|      | 岛式 |   |  |
| 9道  |      | → |  |
| 10道 |      | → |  |
|      | 岛式 |   |  |
| 11道 |      | → |  |
| 12道 |      | → |  |
|      | 岛式 |   |  |
| 13道 |      | → |  |
| 14道 |      | → |  |
|      | 岛式 |   |  |
| 15道 |      | → |  |
|      | 岛式 |   |  |
| 16道 |      | → |  |
|      | 岛式 |   |  |
| 17道 |      | → |  |
| 18道 |      | → |  |
|      | 岛式 |   |  |
| 19道 |      | → |  |
| 20道 |      | → |  |
|      | 岛式 |   |  |
| 21道 |      | → |  |
| 22道 |      | → |  |
|      | 岛式 |   |  |
| 23道 |      | → |  |
|      | 岛式 |   |  |
| 24道 |      | → |  |
| 25道 |      | → |  |
|      | 岛式 |   |  |
| 26道 |      | → |  |
| 27道 |      | → |  |
|      | 侧式 |   |  |
| 东↓  |      |   |  |

## 路线

### 长途列车
圣拉扎尔车站的长途列车线路较少，主要通往诺曼底方向，并且没有高速列车及国际列车服务。
以下列车线路在巴黎圣拉扎尔站停靠：
| File:Sncf-logo.svg 巴黎圣拉扎尔站列车线路表（长途线路） |            |          |                          |              |
| 线路                                                    | 车种       | 上一站   | 下一站                   | 大致运行频率 |
| 巴黎圣拉扎尔—鲁昂                                       | Intercités | （起点） | 芒特拉若利/韦尔农-吉维尼 | 每天6趟左右  |
| 巴黎圣拉扎尔—鲁昂                                       | Intercités | （起点） | 鲁昂                     | 每天6趟左右  |
| 巴黎圣拉扎尔—勒阿弗尔                                   | Intercités | （起点） | 芒特拉若利               | 每天1-2趟    |
| 巴黎圣拉扎尔—勒阿弗尔                                   | Intercités | （起点） | 鲁昂                     | 每天10趟左右 |
| 巴黎圣拉扎尔—特鲁维尔-多维尔                            | Intercités | （起点） | 埃夫勒                   | 每天2趟左右  |
| 巴黎圣拉扎尔—卡昂                                       | Intercités | （起点） | 埃夫勒                   | 每天9趟左右  |
| 巴黎圣拉扎尔—瑟堡                                       | Intercités | （起点） | 卡昂                     | 每天8趟左右  |
| 巴黎圣拉扎尔—瑟堡                                       | Intercités | （起点） | 芒特拉若利               | 每天1-2趟    |
| 巴黎圣拉扎尔—鲁昂                                       | TER        | （起点） | 芒特拉若利/韦尔农-吉维尼 | 每天9趟左右  |
| 巴黎圣拉扎尔—埃夫勒/塞尔基尼                            | TER        | （起点） | 芒特拉若利               | 每天12趟左右 |
| 1.                                                      |            |          |                          |              |

### 区域列车
圣拉扎尔车站是巴黎西北部和西部远郊路网的起点，乘客可以乘坐各班列车来往巴黎和西北郊，西郊等地。每条远郊铁路线都有各自独立的月台和路轨，这样比较不会发生运作冲突。
| 巴黎圣拉扎尔站列车线路表（区域线路） |          |           |                                |                                             |
| 起点                                 | 上一站   | 线路      | 下一站                         | 终点                                        |
| （起点）                             | （起点） | [T] · [J] | 阿让特伊                       | 蓬图瓦兹 日索尔                             |
| （起点）                             | （起点） | [T] · [J] | 塞纳河畔阿涅尔                 | 埃尔蒙-欧博讷                               |
| （起点）                             | （起点） | [T] · [J] | 普瓦西                         | 莱米罗                                      |
| （起点）                             | （起点） | [T] · [J] | 乌耶-塞纳河畔卡里耶尔          | 芒特拉若利 韦尔农-吉维尼                    |
| （起点）                             | （起点） | [T] · [L] | 卡迪内桥 贝孔欧石楠站 拉德芳斯 | 圣农拉布勒泰什-马尔利森林                   |
| （起点）                             | （起点） | [T] · [L] | 卡迪内桥                       | 凡尔赛右岸                                  |
| （起点）                             | （起点） | [T] · [L] | 卡迪内桥                       | 塞尔吉高地 迈松拉菲特 乌耶-塞纳河畔卡里耶尔 |
| 1.                                   |          |           |                                |                                             |

## 配套交通

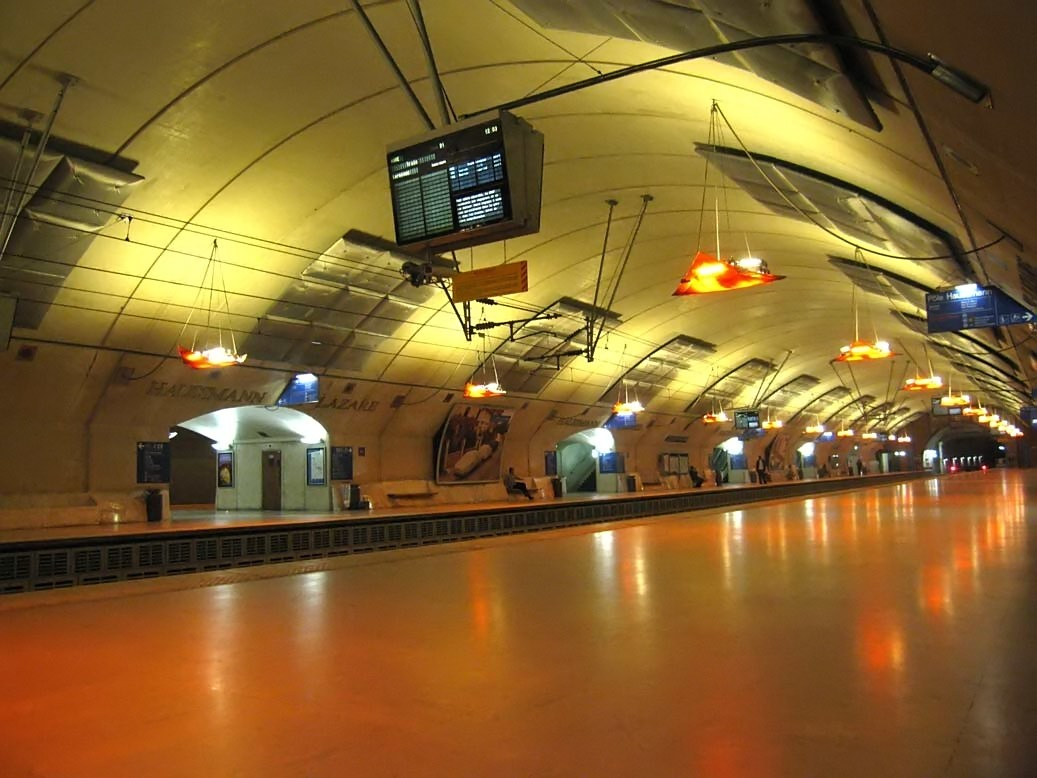
奥斯曼圣拉扎尔车站

巴黎圣拉扎尔站的地下有对应的地铁站，还有对应的RER车站——奥斯曼-圣拉扎尔站，该RER车站通过地下通道连接东南边另一个RER车站——奥柏站，两个RER车站之间和多个地铁站通过地下通道相连，形成一个庞大的地下中转枢纽。在这个枢纽中，乘客可以转乘地铁3、7、8、9、12、13和14号线，以及RER A线和RER E线，来往巴黎市区和郊区各地。
另外，车站地面也有对应的公交站，方便乘客乘坐各条公交线路前往巴黎市区各处。

### 快铁
| 奥柏站（Gare d'Auber）     |                     |                    |
| 上行车站                   | 线路                | 下行车站           |
| 夏爾·戴高樂-星形站 2.6km ← | 法兰西岛大区快铁A线 | 卡迪内桥站 → 1.9km |

| 奥斯曼-圣拉扎尔站（Gare d'Haussemann-Saint-Lazare） |                     |                           |
| 上行车站                                            | 线路                | 下行车站                  |
| （起点）                                            | 法兰西岛大区快铁E线 | 奥斯曼-圣拉扎尔站 → 2.5km |

### 地铁
巴黎圣拉扎尔站的地下有相应的地铁站，方便乘客乘坐地铁3、12、13和14号线前往巴黎市区各处，同时还可通过地下通道步行前往更远的圣奥古斯丁和歌剧院两个地铁站。
| 巴黎圣拉扎尔站附近的地铁线路 |                         | |
| 地铁车站名称                 | 位置                    | 停靠线路 |
| 圣拉扎尔                     | 车站附近 （地下车站）   | 勒瓦卢瓦桥（Pont Levallois） ↔ 加列尼（Gallieni） 人民阵线（Front Populaire） ↔ 伊西市政厅（Mairie d'Issy） 沙蒂永-蒙鲁日（Châtillon - Montrouge） ↔ 莱库尔蒂耶（Les Courtilles）/圣但尼大学（Saint-Denis - Université） 圣拉扎尔（Saint-Lazare） ↔ 奥林匹亚德（Olympiades） |
| 圣奥古斯丁                   | 车站西南侧 （地下车站） | 塞夫尔桥（Pont de Sèvres） ↔ 蒙特勒伊市政厅（Mairie de Montreuil） |
| 阿弗尔-科马丁                | 车站东南侧 （地下车站） | 勒瓦卢瓦桥（Pont Levallois） ↔ 加列尼（Gallieni） 塞夫尔桥（Pont de Sèvres） ↔ 蒙特勒伊市政厅（Mairie de Montreuil）                                                                             |
| 歌剧院                       | 车站东南侧 （地下车站） | 勒瓦卢瓦桥（Pont Levallois） ↔ 加列尼（Gallieni） 拉库尔讷沃（La Courneuve - 8 Mai 1945） ↔ 伊夫里市政厅（Mairie d'Ivry）/维勒瑞夫-路易·阿拉贡（Villejuif - Louis Aragon） 巴拉尔（Balard） ↔ 湖之角（Pointe du Lac）                            |

### 公共汽车
| 圣拉扎尔站附近的市内公共交通线路 |                                   | |
| 公交车站名称                     | 位置                              | 停靠线路 |
| 圣拉扎尔火车站                   | 圣拉扎尔火车站附近 （圣拉扎尔路） | 20 圣拉扎尔火车站（Gare St-Lazare） ↔ 里昂火车站（Gare de Lyon） 21 圣拉扎尔火车站（Gare St-Lazare） ↔ 沙莱蒂体育场（Stade Charléty） 22 歌剧院（Opéra） → 圣克卢门（Porte de St-Cloud） 24 圣拉扎尔火车站（Gare St-Lazare） ↔ 兽医学校（École vétérinaire de Maisons-Alfort） 26 圣拉扎尔火车站（Gare St-Lazare） ↔ 民族（Nation） 27 圣拉扎尔火车站（Gare St-Lazare） ↔ 伊夫里门（Porte d'Ivry） 28 圣拉扎尔火车站（Gare St-Lazare） ↔ 奥尔良门（Porte d'Orléans） 29 圣拉扎尔火车站（Gare St-Lazare） ↔ 蒙唐普瓦夫尔门（Porte de Montempoivre） 32 火车东站（Gare de l'Est） ↔ 欧特伊门（Porte d'Auteuil） 43 火车北站（Gare du Nord） ↔ 讷伊-巴加泰勒（Neuilly-Bagatelle） 53 歌剧院（Opéra） ↔ 勒瓦卢瓦桥（Pont de Levallois） 66 歌剧院（Opéra） ↔ 圣旺市政厅（Mairie de St-Ouen） 80 凡尔赛门（Porte de Versailles） ↔ 朱尔·若弗兰（Jule Joffrin） 81 沙特莱（Châtelet） ↔ 圣旺门-比沙医院（Porte de St-Ouen - Hôpital Bichat） 94 勒瓦卢瓦-路易松·波贝（Levallois - Louison Bobet） ↔ 蒙帕纳斯高铁站（Montparnasse TGV） 95 旺夫门（Porte de Vanves） ↔ 蒙马特门（Porte de Montmartre） 528 圣拉扎尔火车站（Gare St-Lazare） ↔ 克利希门（Porte de Clichy） 里昂火车站（Gare de Lyon） （巴黎内环线）（Circulaire intérieur） 里昂火车站（Gare de Lyon） （巴黎外环线）（Circulaire Extérieur） 莱库尔蒂耶（Les Courtilles） ↔ 维勒瑞夫-路易·阿拉贡（Villejuif - Louis Aragon） 勒瓦卢瓦桥（Pont de Levallois） ↔ 蒙特勒伊市政厅（Mairie de Montreuil） 圣拉扎尔火车站（Gare St-Lazare） ↔ 昂甘火车站（Gare d'Enghien） 圣拉扎尔火车站（Gare St-Lazare） ↔ 快铁阿让特伊站（Argenteuil RER） 圣拉扎尔火车站（Gare St-Lazare） ↔ 快铁楠泰尔大学站（Nanterre Université RER） |
| 1. 2.                            |                                   | |

### 长途汽车
| 停靠圣拉扎尔站的大巴车        |           | |
| 上下车地点                    | 运营单位  | 主要线路及目的地 |
| 圣拉扎尔站门口 （圣拉扎尔路） | [ 11 ]    | 蒙蒂尼-博尚站 · 皮埃尔莱 · 蓬图瓦兹 · 塞尔吉 普瓦西站 · 塞纳河畔韦尔讷伊 · 莱米罗 · 芒特拉若利站 楠泰尔 · 乌耶 · 阿谢尔 · 塞尔吉 · 塞尔吉高地站 楠泰尔城站 · 吕埃-马尔迈松站 · 沙图-克鲁瓦西站 · 勒韦西内-勒佩克站 · 圣日耳曼昂莱站 塞纳河畔埃皮奈站 · 埃尔蒙-欧博讷站 · 蒙蒂尼-博尚站 |
| 圣拉扎尔站门口 （圣拉扎尔路） | RATP/SNCF | （当某条铁路或地铁线施工或发生故障时，SNCF或RATP可能也会提供途径该线路沿途站点的大巴车） |
| 圣拉扎尔站门口 （圣拉扎尔路） | 1.        | |

## 画中的车站

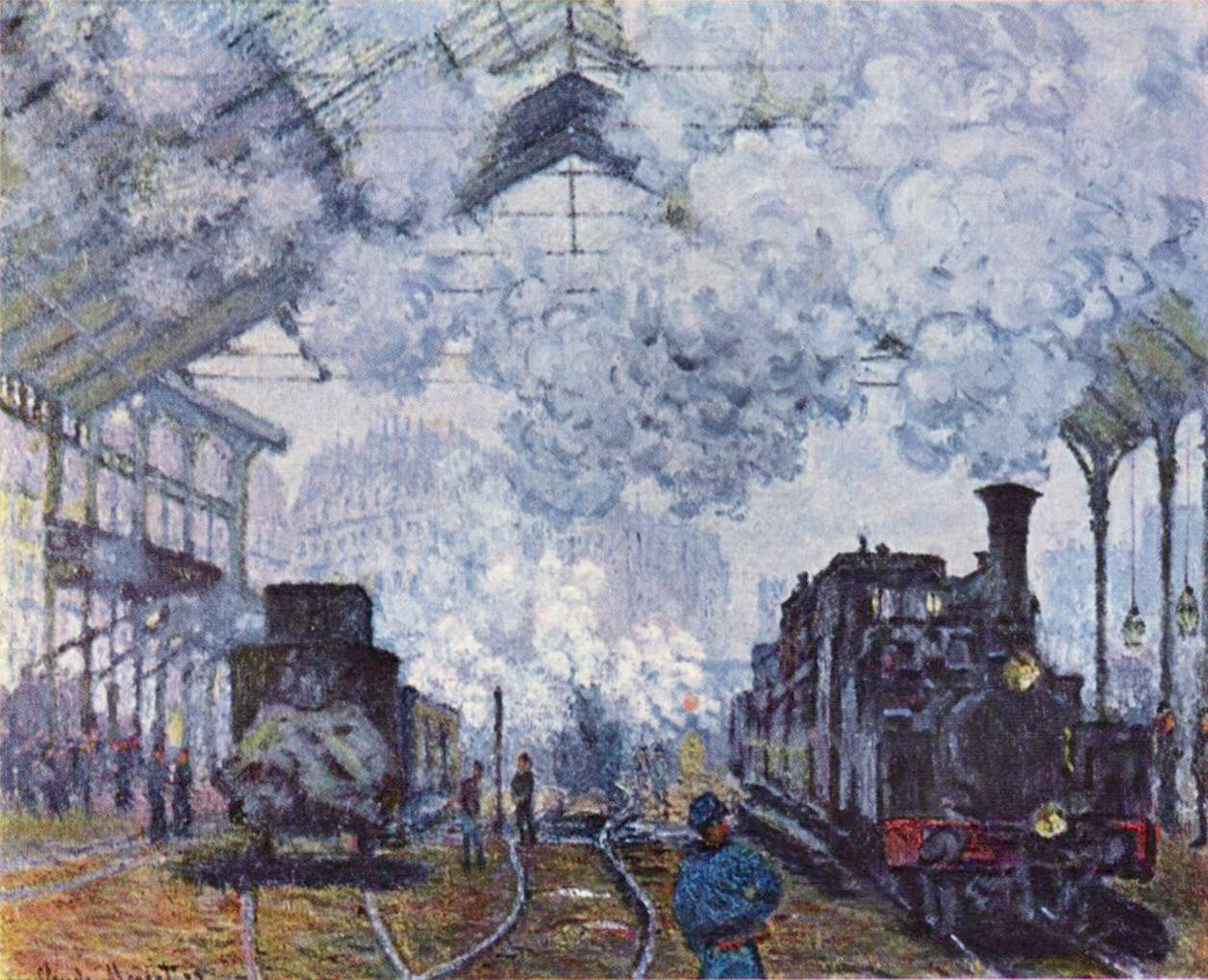
莫奈的圣拉扎尔车站油画

1877年，画家莫奈迁居巴黎。同年，他创作了一系列关于圣拉扎尔车站的画作。在同年春天召开的第3届印象派画展中，莫奈展示了7幅描绘该车站及它周边场景的画作。

## 图片

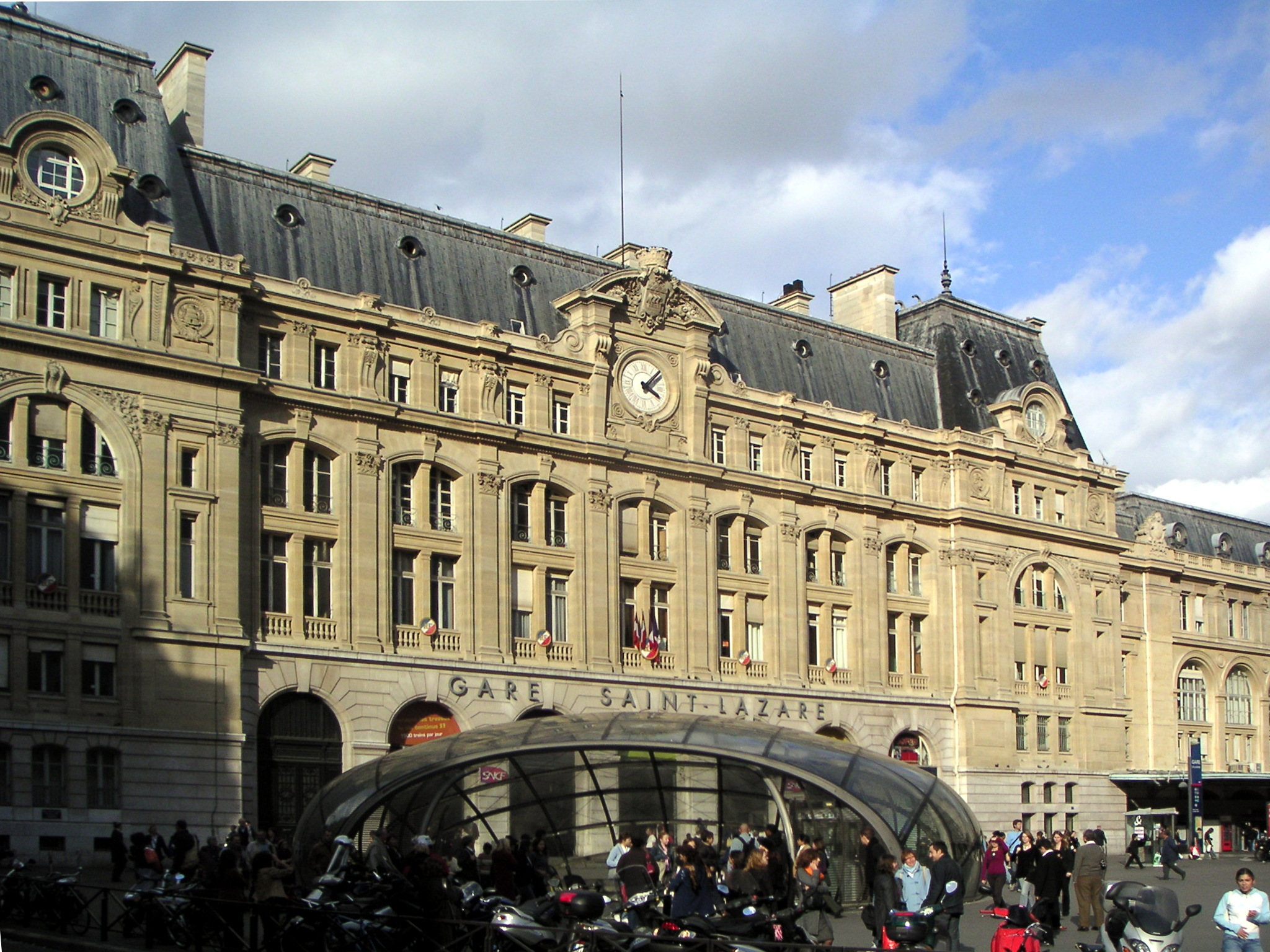
圣拉扎尔车站正门
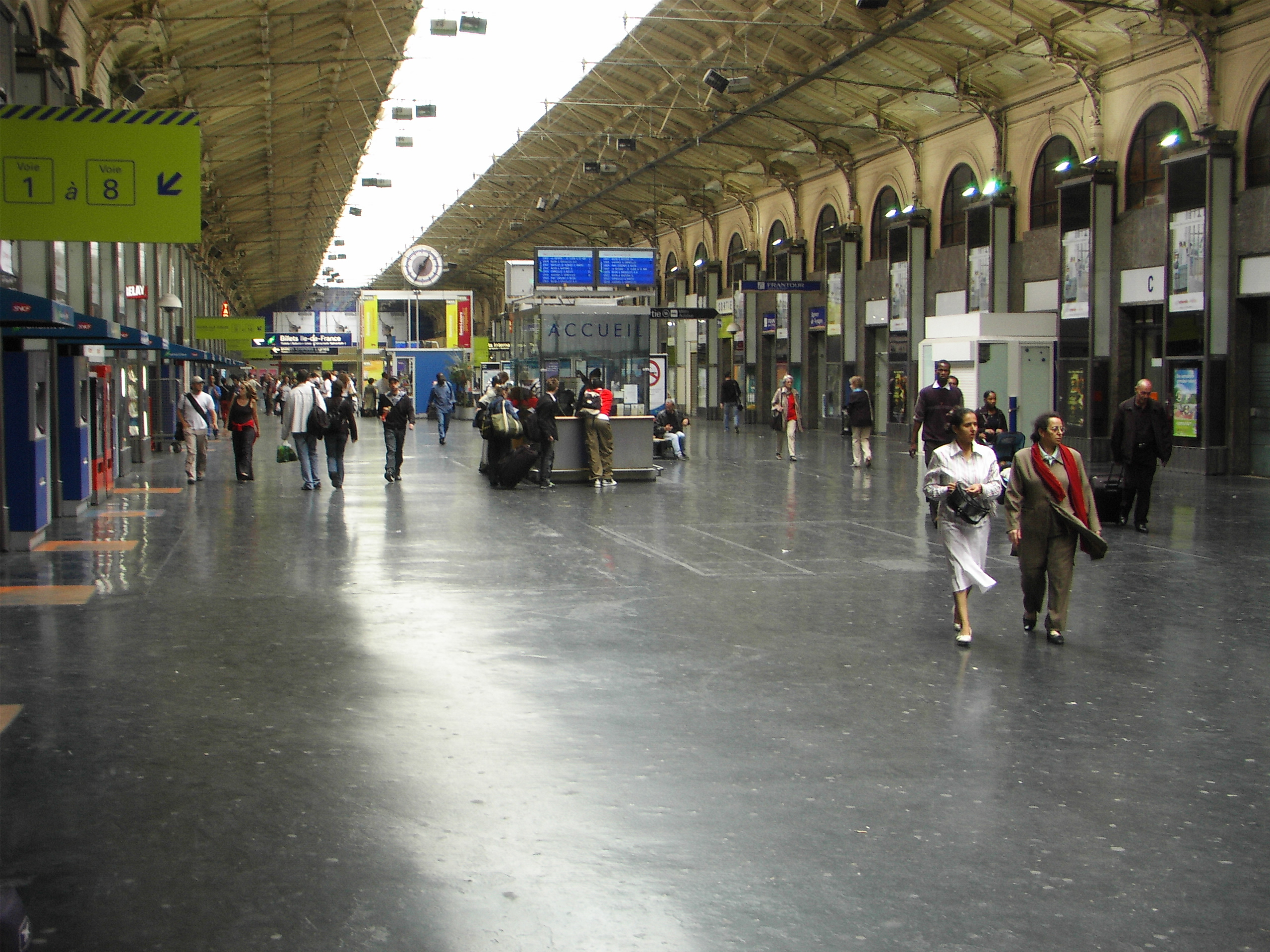
车站大厅
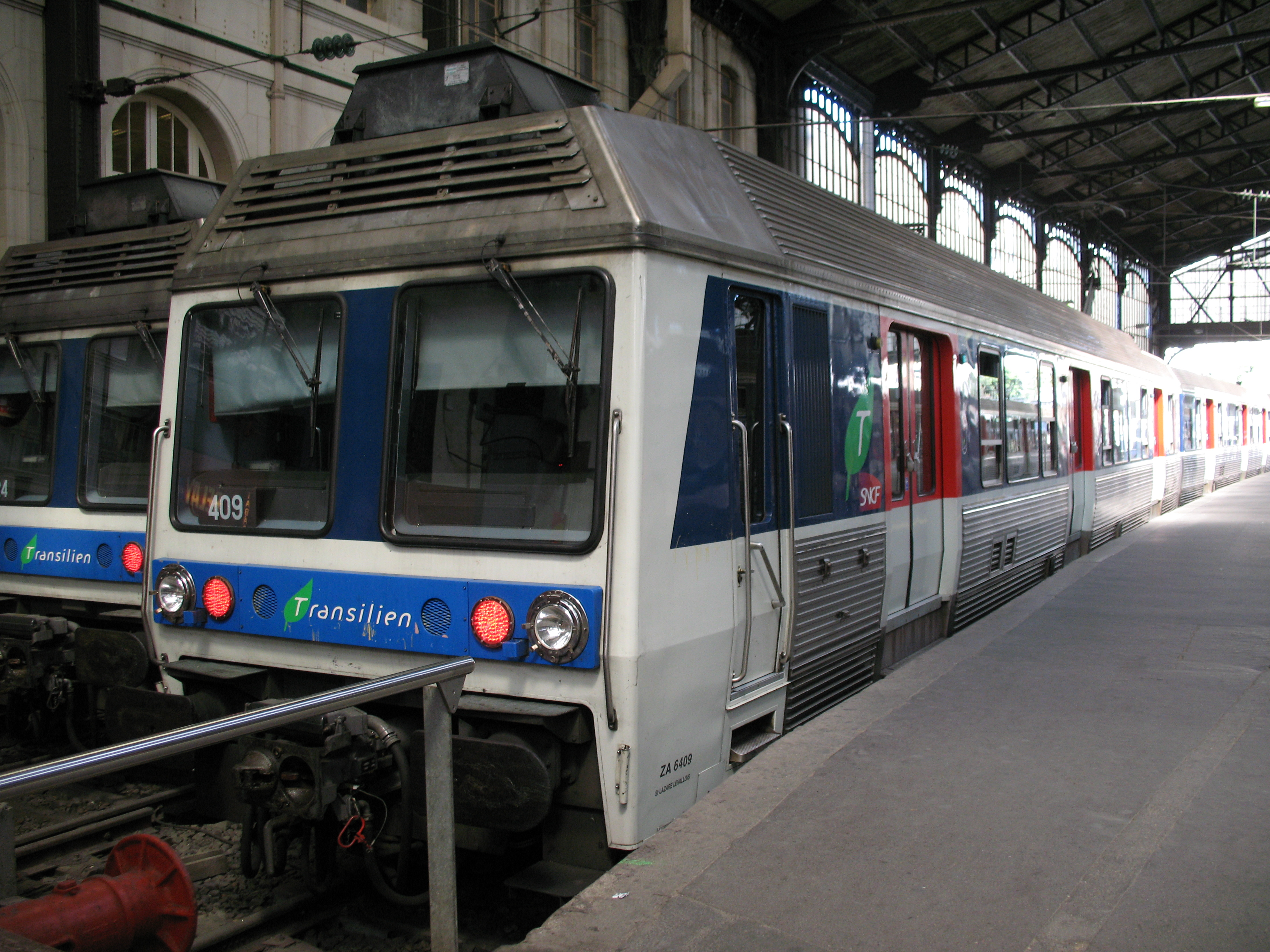
远郊车月台，Z 6400列车
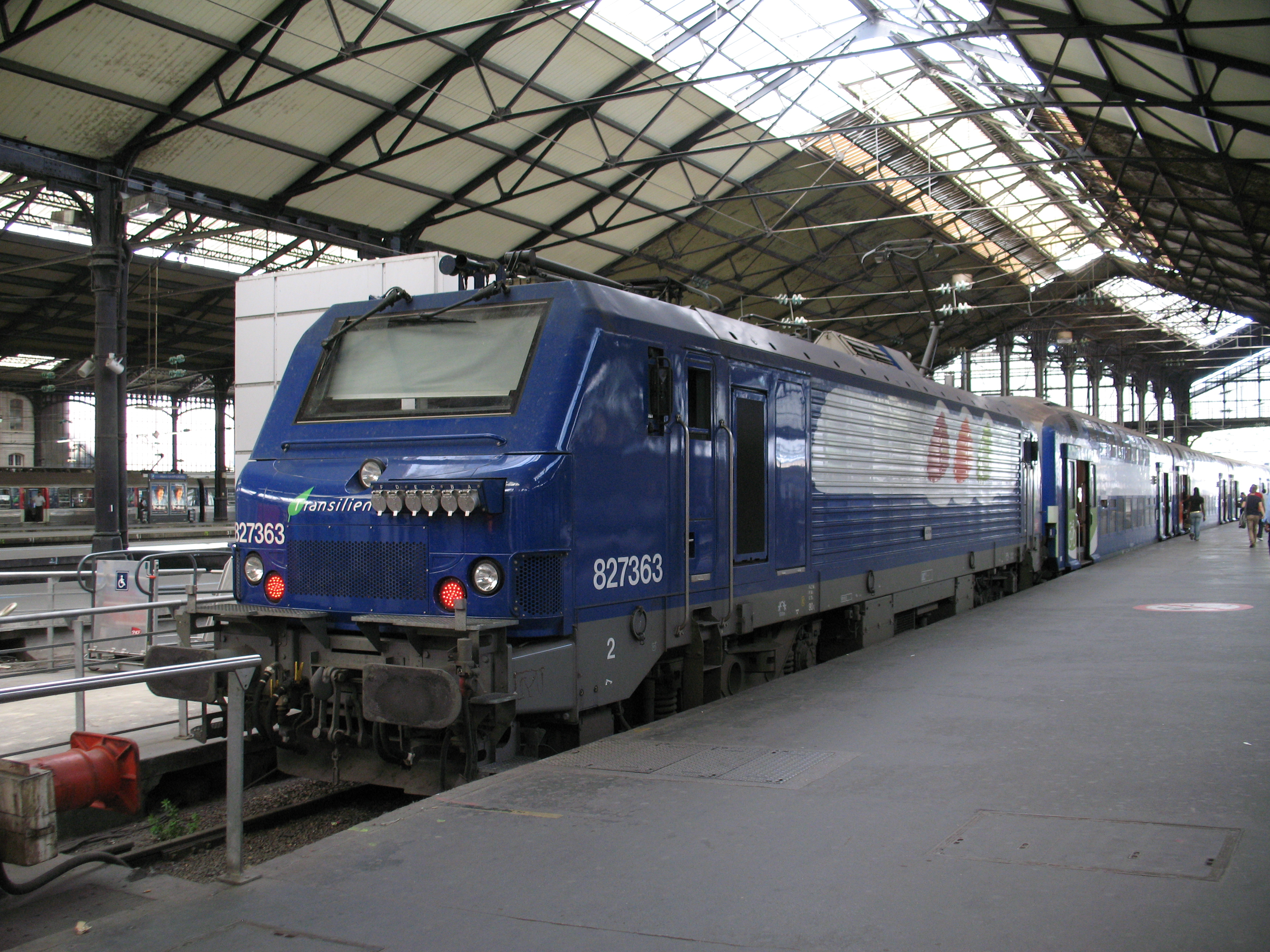
远郊车月台，BB 27300机车头
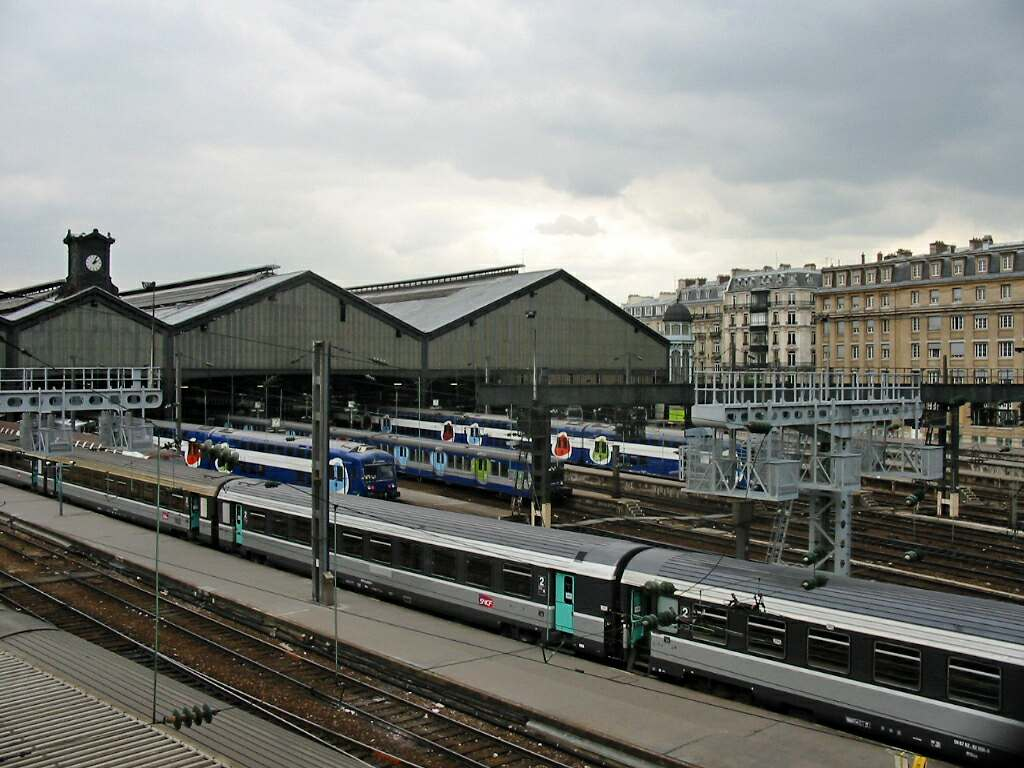
车站月台
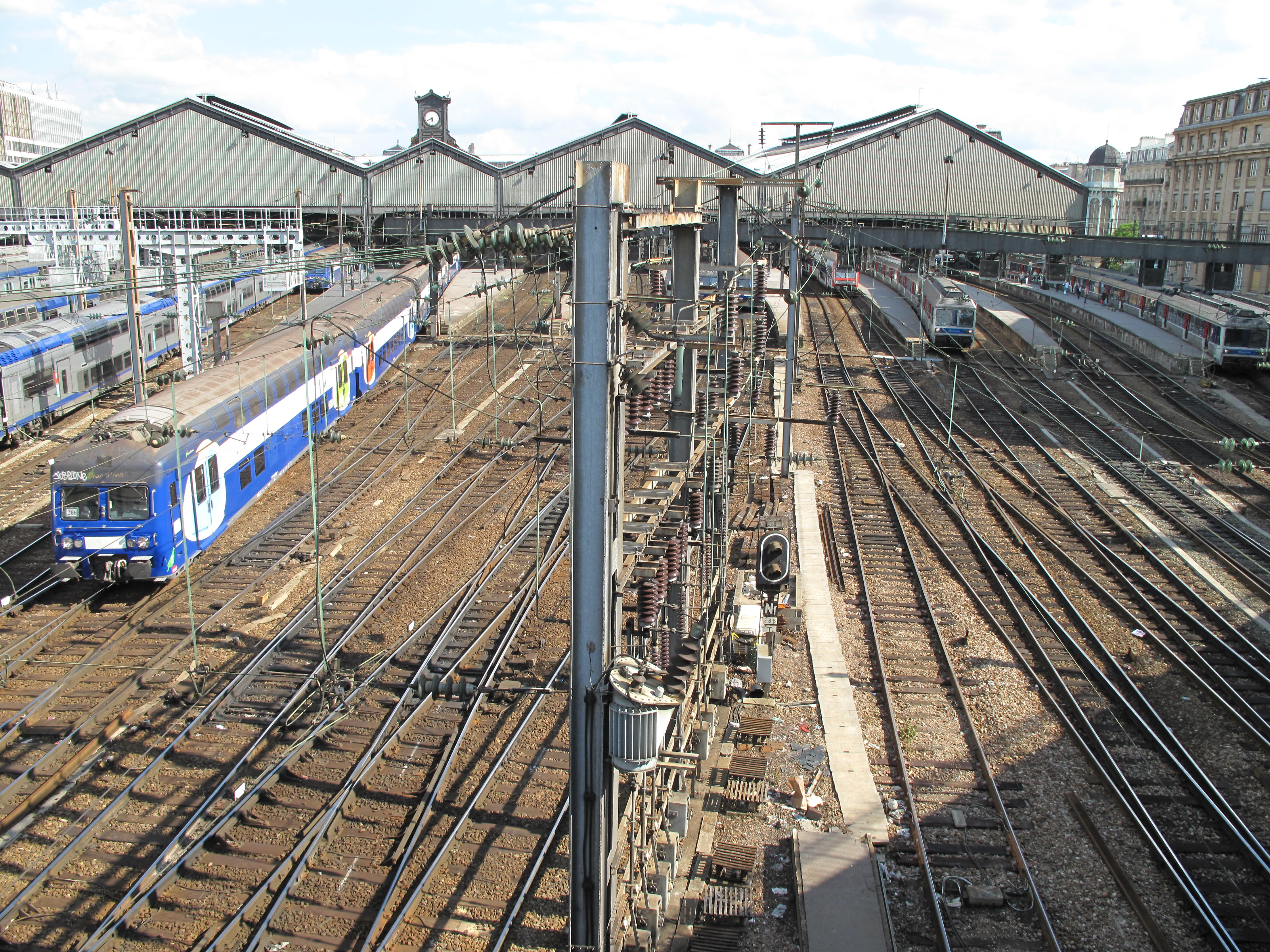
车站月台远景
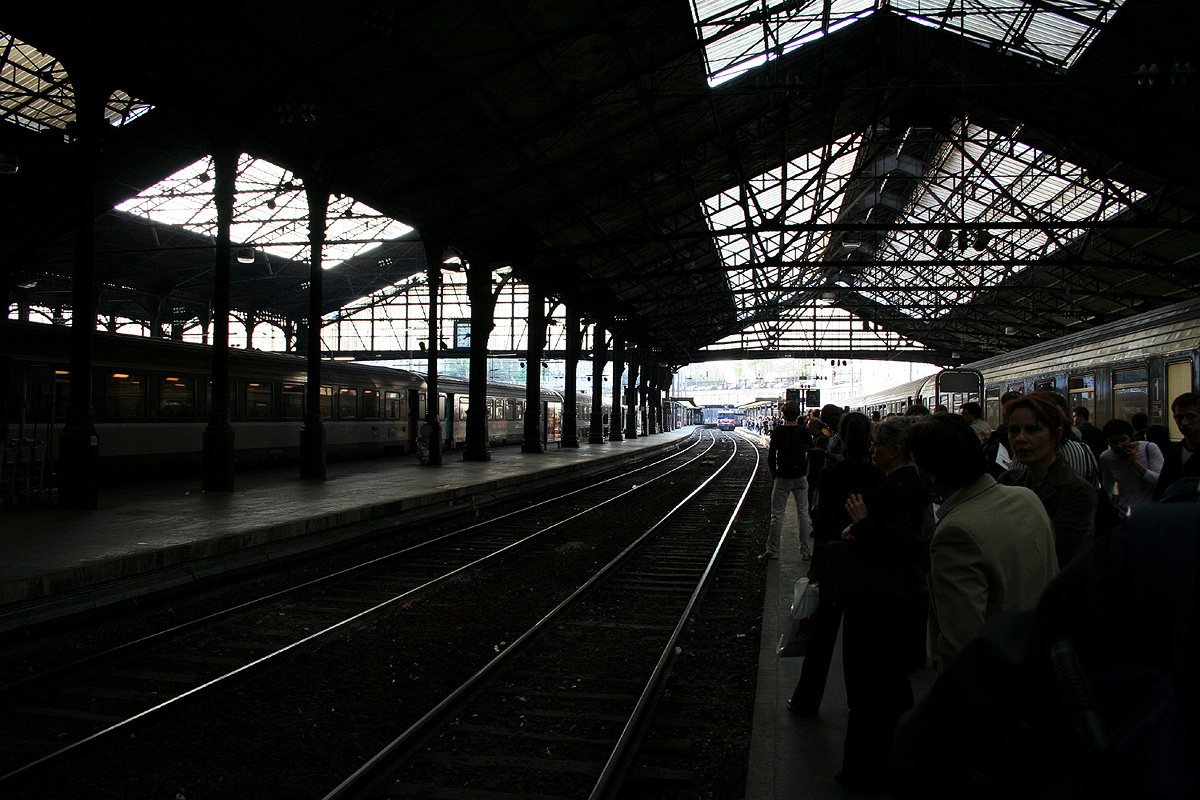
月台上候车的人群
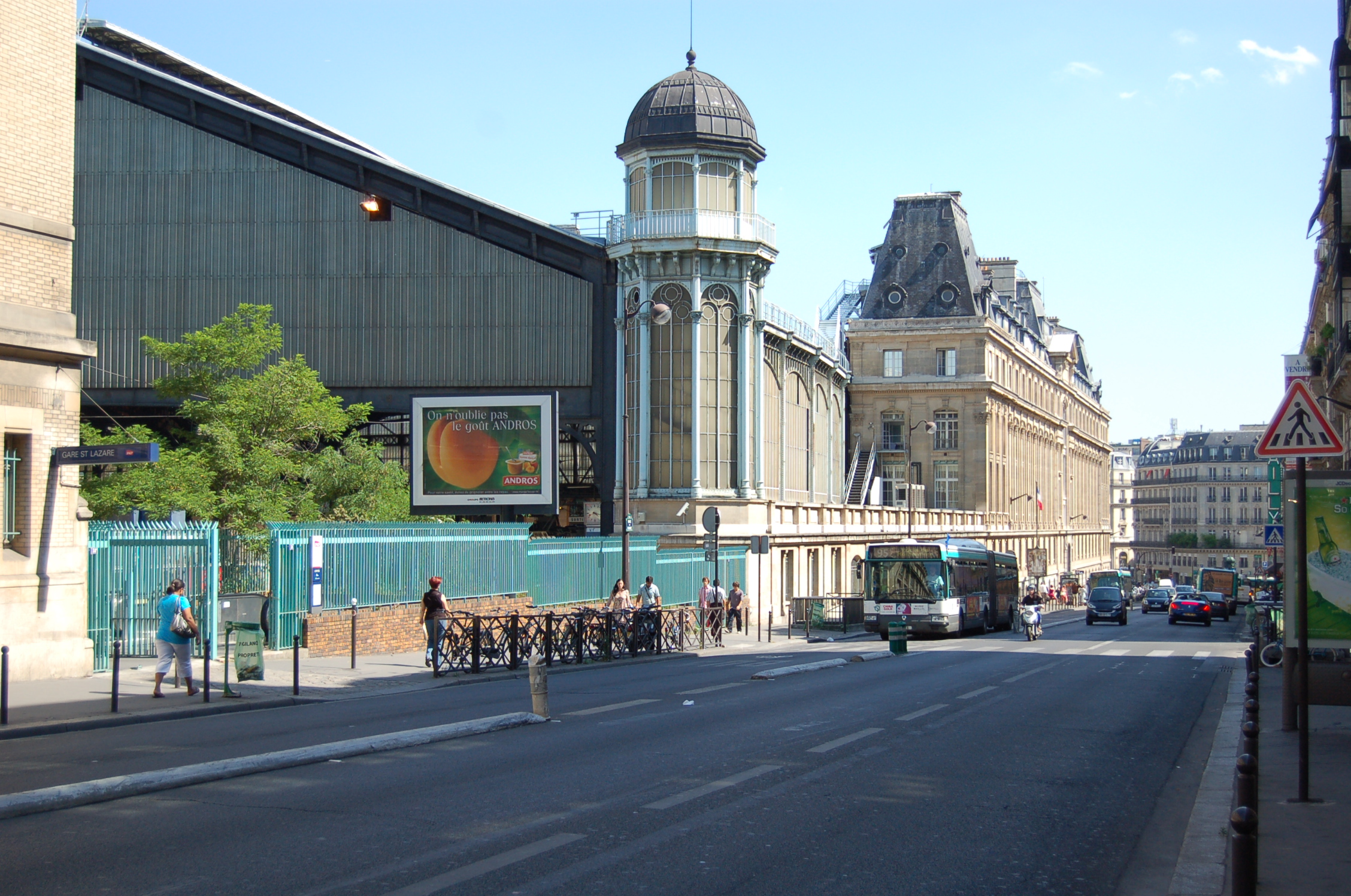
车站外的罗马路

## 附近车站
| 巴黎圣拉扎尔站（Gare de Paris-Saint-Lazare） |                    |                    |
| 上行车站                                     | 线路               | 下行车站           |
| （起点）                                     | 巴黎－勒阿弗尔铁路 | 卡迪内桥站 → 1.7km |